# Coupe de France féminine de cyclisme sur route 2005
Cet article traite uniquement de la compétition féminine. Pour les résultats de la compétition masculine, voir Coupe de France de cyclisme sur route 2005.
Navigation
Coupe de France 2004 Coupe de France 2006
La Coupe de France féminine de cyclisme sur route 2005 est la 6e édition de la Coupe de France féminine de cyclisme sur route. La victoire finale revient à la Française Magali Le Floc'h pour la deuxième fois après 2001. 
Cette édition se déroule du 20 mars au 1er mai 2005 et est composée de quatre épreuves soit une de moins que lors de l'édition précédente.

## Résultats
| Dates    | Courses                                          |  | Vainqueur           |
| 20 mars  | Cholet-Pays de Loire féminin                     |  | Alexandra Le Hénaff |
| 28 mars  | Prix de la Ville de Pujols                       |  | Magali Le Floc'h    |
| 17 avril | Circuit National Féminin de Saint-Amand-Montrond |  | Edwige Pitel        |
| 1er mai  | Trophée des grimpeurs féminin                    |  | Johanna Buick       |

## Classement
|    | Coureur             | Pts. |
| -- | ------------------- | ---- |
| 1. | Magali Le Floc'h    | 105  |
| 2. | Alexandra Le Hénaff | 100  |
| 3. | Élodie Touffet      | 88   |